# Slot Ulriksdal

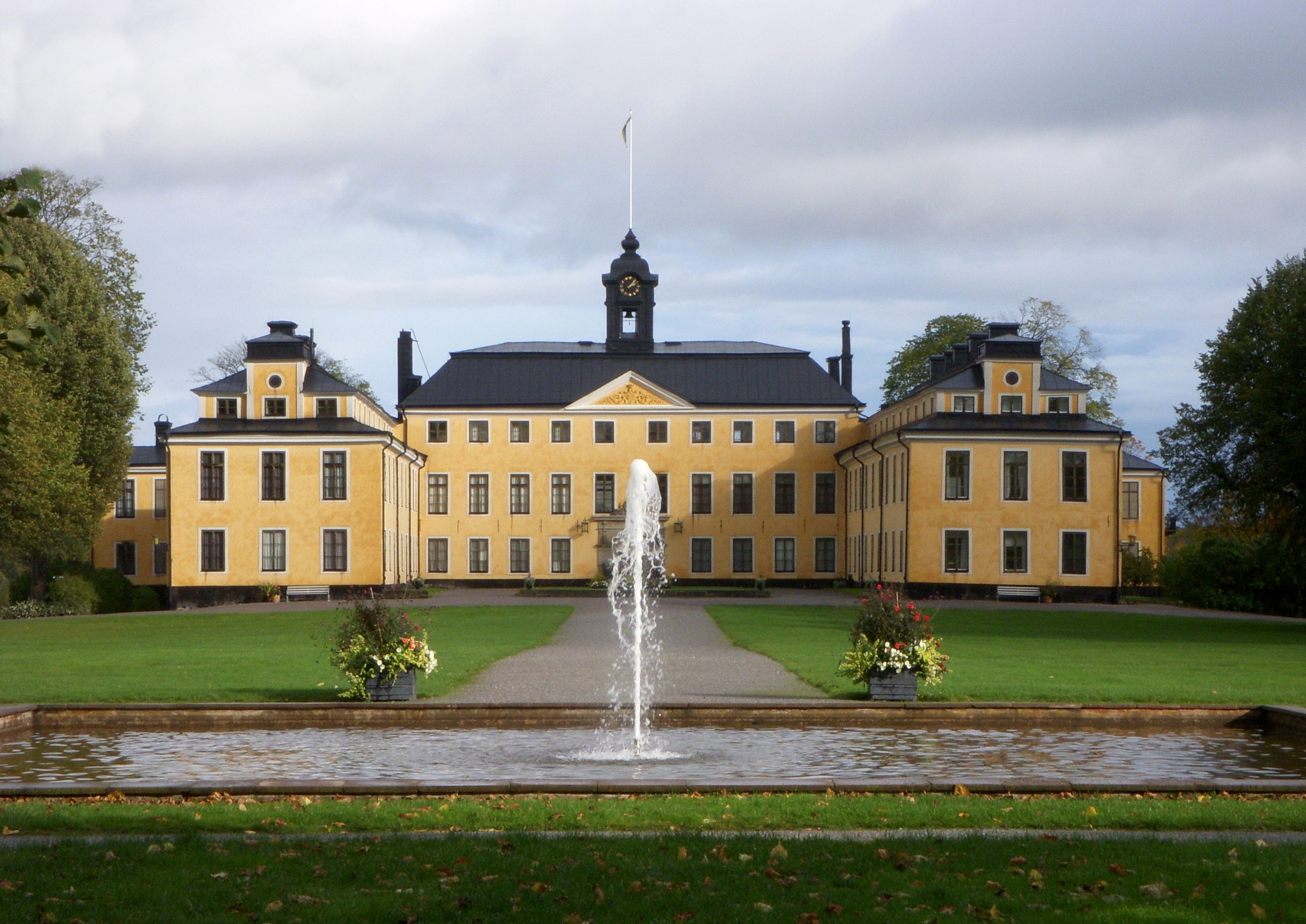
Slot Ulriksdal

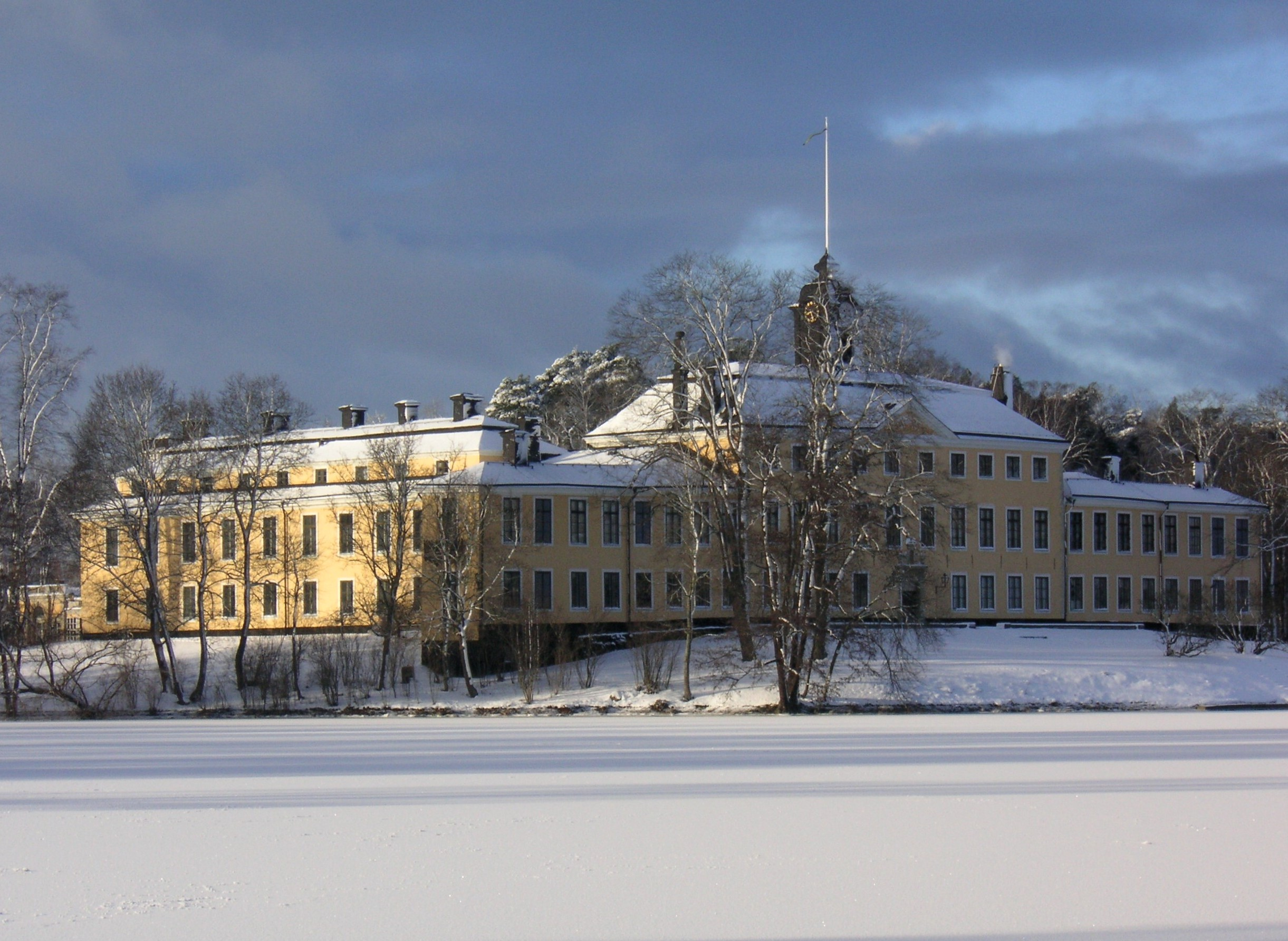
Het paleis gezien vanaf de baai Edsviken

Slot Ulriksdal (Zweeds: Ulriksdals slott) is een koninklijk paleis in Zweden. Het paleis ligt aan de baai Edsviken, ongeveer 6 kilometer ten noorden van de hoofdstad Stockholm, in de gemeente Solna. Het huidige barokgebouw stamt uit eind 17e eeuw en is voornamelijk ontworpen door de Zweedse bouwmeester Nicodemus Tessin de Oude, die ook het koninklijk paleis Drottningholm ontwierp.
Ulriksdal is eigendom van de Zweedse staat en heeft sinds 1935 monumentstatus. Het is geopend voor bezoekers in de zomermaanden. Een deel van het voormalige woongedeelte van het paleis wordt gebruikt om de kunstverzameling van Gustaaf VI Adolf en de zilververzameling van Gustaaf V te tonen. Het Zweedse hoofdkantoor van het Wereld Natuur Fonds is gevestigd in de zuidvleugel van het paleis.
Het paleiscomplex vormt een onderdeel van het Koninklijke nationale stadspark (Kungliga nationalstadsparken), een in 1995 gevestigd natuurgebied dat delen van Stockholm en omringende gemeenten omvat.

## Paleiscomplex
Het paleiscomplex omvat tevens een park, een 18e-eeuws theatergebouw in rococostijl (Confidencen), een kapel, een herberg en een oranjerie. De 17e-eeuwse oranjerie is sinds 1988 in gebruik als museum voor beeldhouwkunst (Orangerimuseet). In de stallen wordt de koets tentoongesteld die gebruikt werd voor de kroning van koningin Christina I in 1650.
In het park rond het paleis staat Villa Beylon. Het huidige gebouw stamt uit begin 19e eeuw. Onder meer Jan Pieter van Suchtelen en prinses Christina hebben hier gewoond. Van Suchtelen liet een park in Engelse stijl rond de villa aanleggen.
Achter het paleis is een houten bruggetje, Morianbron, waarvan gezegd wordt dat het de kleinste brug van Zweden is. Het bruggetje is vernoemd naar de twee sculpturen van "Moren" die bij de brug staan.

## Geschiedenis
Het paleis heette oorspronkelijk Jakobsdal, naar de Zweedse veldmaarschalk en staatsman Jakob De la Gardie, die het in 1643-1645 liet bouwen als landhuis. Zijn zoon Magnus Gabriel De la Gardie erfde het huis en verkocht het in 1669 aan koningin-moeder Hedwig Eleonora. Ze hernoemde het in 1684 naar Ulriksdal en gaf het aan haar net geboren kleinzoon Ulrik, die echter op eenjarige leeftijd stierf. Het paleis ging hierna weer over op Hedwig Eleonora. Na haar dood in 1715 kwam het paleis in handen van de Zweedse kroon.
De Zweedse bouwmeester Nicodemus Tessin de Oude had grootse plannen voor het paleis, maar de in de jaren 1670 begonnen herbouw stokte door geldgebrek in de jaren 1690. Toen het bouwen weer werd opgepakt in de jaren 1720, had de architect Carl Hårleman andere plannen. Hij voegde onder meer een mansardedak toe aan het paleis, een van de eerste dergelijke daken in Zweden.
Midden 18e eeuw vestigden Adolf Frederik van Zweden en zijn koningin Louisa Ulrika zich in Ulriksdal. Louisa Ulrika liet in 1753 een van de omringende paleisgebouwen ombouwen tot een theater, nu Confidencen genoemd. Het is het oudste theatergebouw in rococostijl van Zweden.
Het paleis werd bewoond door koningin-moeder Sophia Magdalena, die er in 1813 stierf. Het stond leeg tot Karel IV Johan in 1822 besloot het in gebruik te nemen als ziekenhuis voor veteranen van de Finse Oorlog. Ongeveer 200 patiënten liggen begraven op een begraafplaats (Invalidkyrkogården) in het zuidoostelijk deel van het paleiscomplex. Ulriksdal bleef een ziekenhuis tot 1849.
In 1856 nam prins Karel, de latere Karel XV van Zweden, het weer in gebruik als paleis. Na zijn dood raakte het paleis in verval. Koningin Sophia verbleef er in wintertijd.
Nadat kroonprins Gustaaf Adolf in 1923 met Louise Mountbatten getrouwd was, gingen ze in Ulriksdal wonen. De voormalige ridderzaal werd verbouwd tot woonruimte, met meubels ontworpen door Carl Malmsten. Tijdens de Winteroorlog richtte koningin Louise in het paleis een kindertehuis in voor door de oorlog getroffen Finse kinderen.

## Afbeeldingen

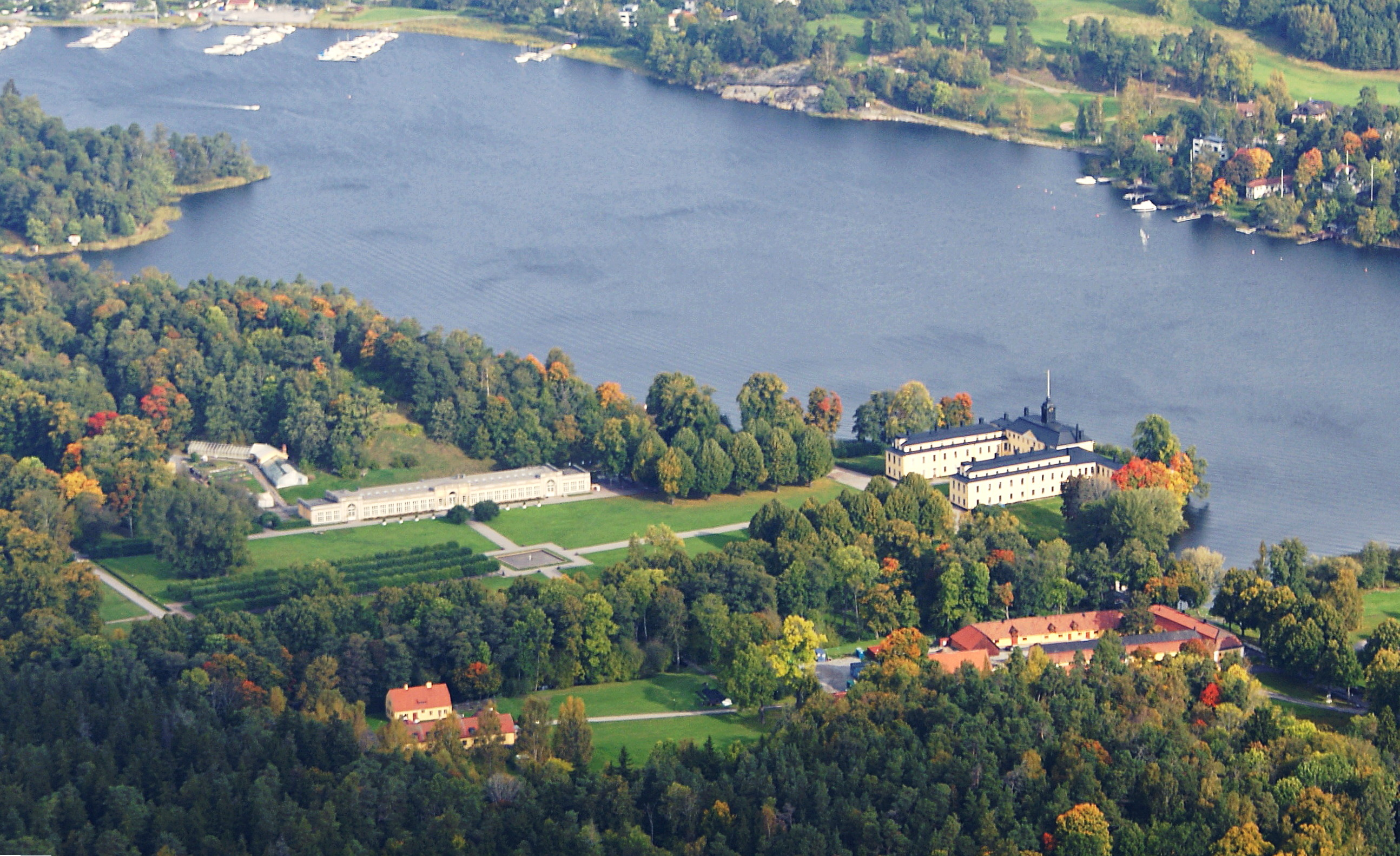
Luchtfoto
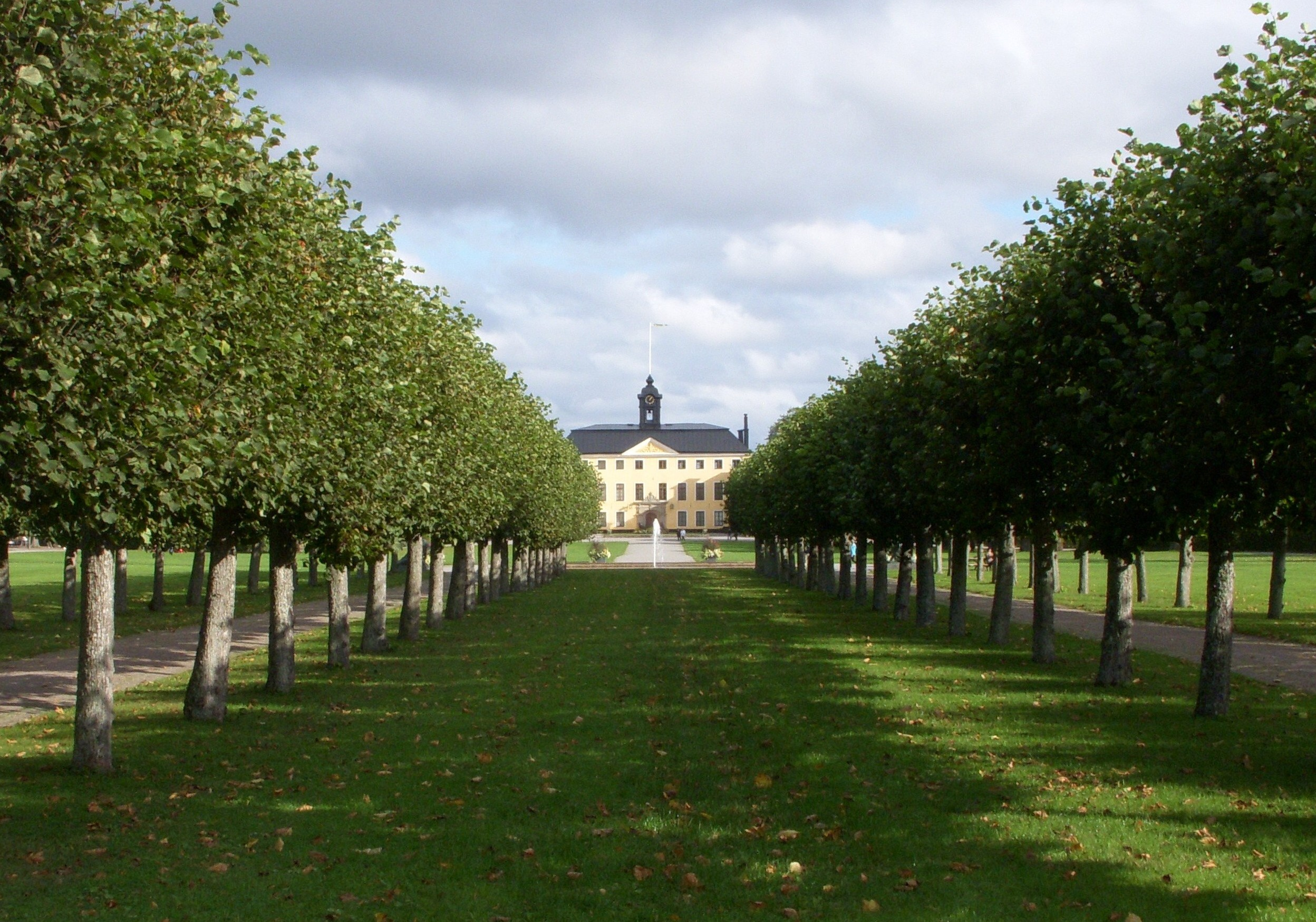
Park en slot
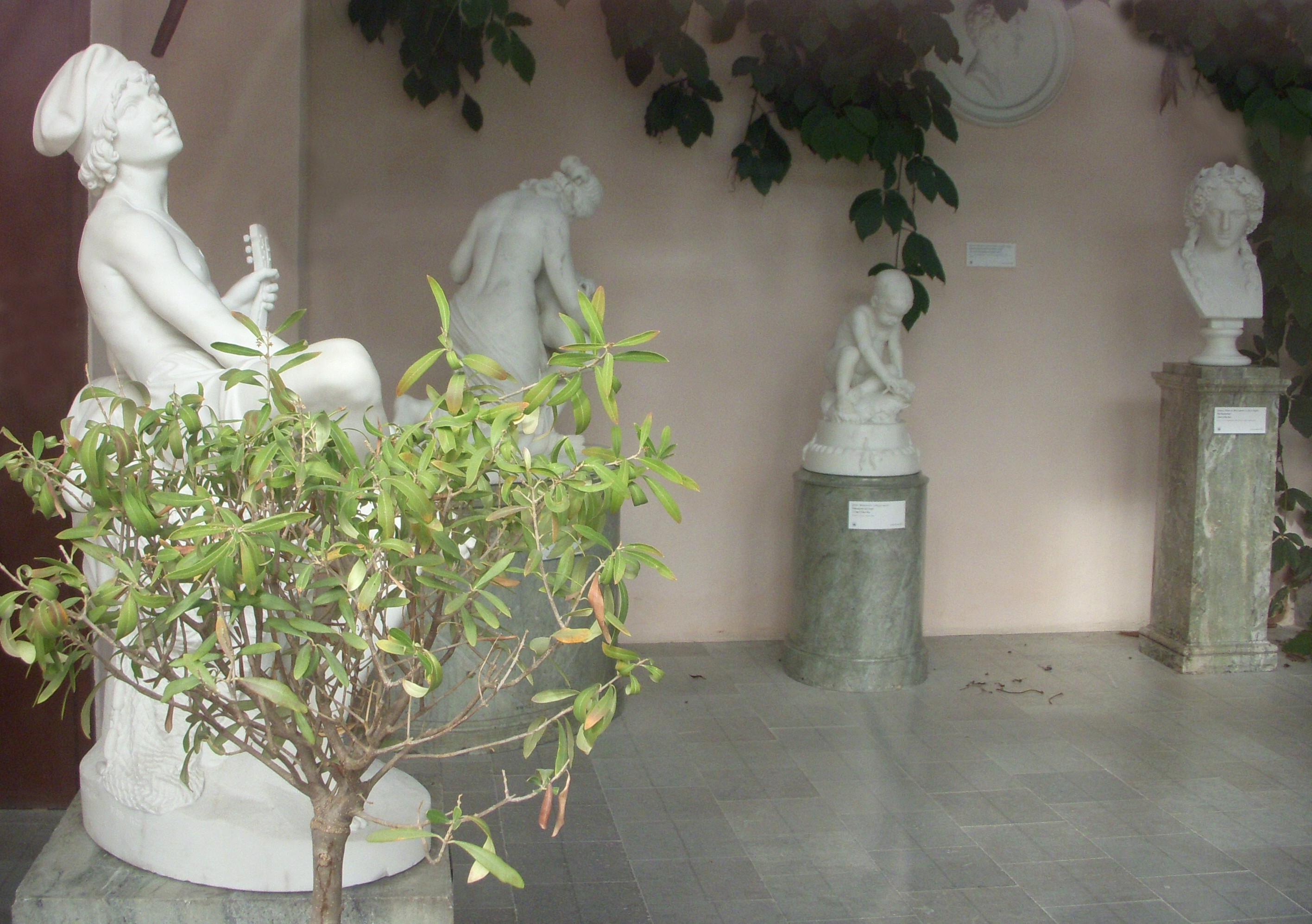
Oranjerie
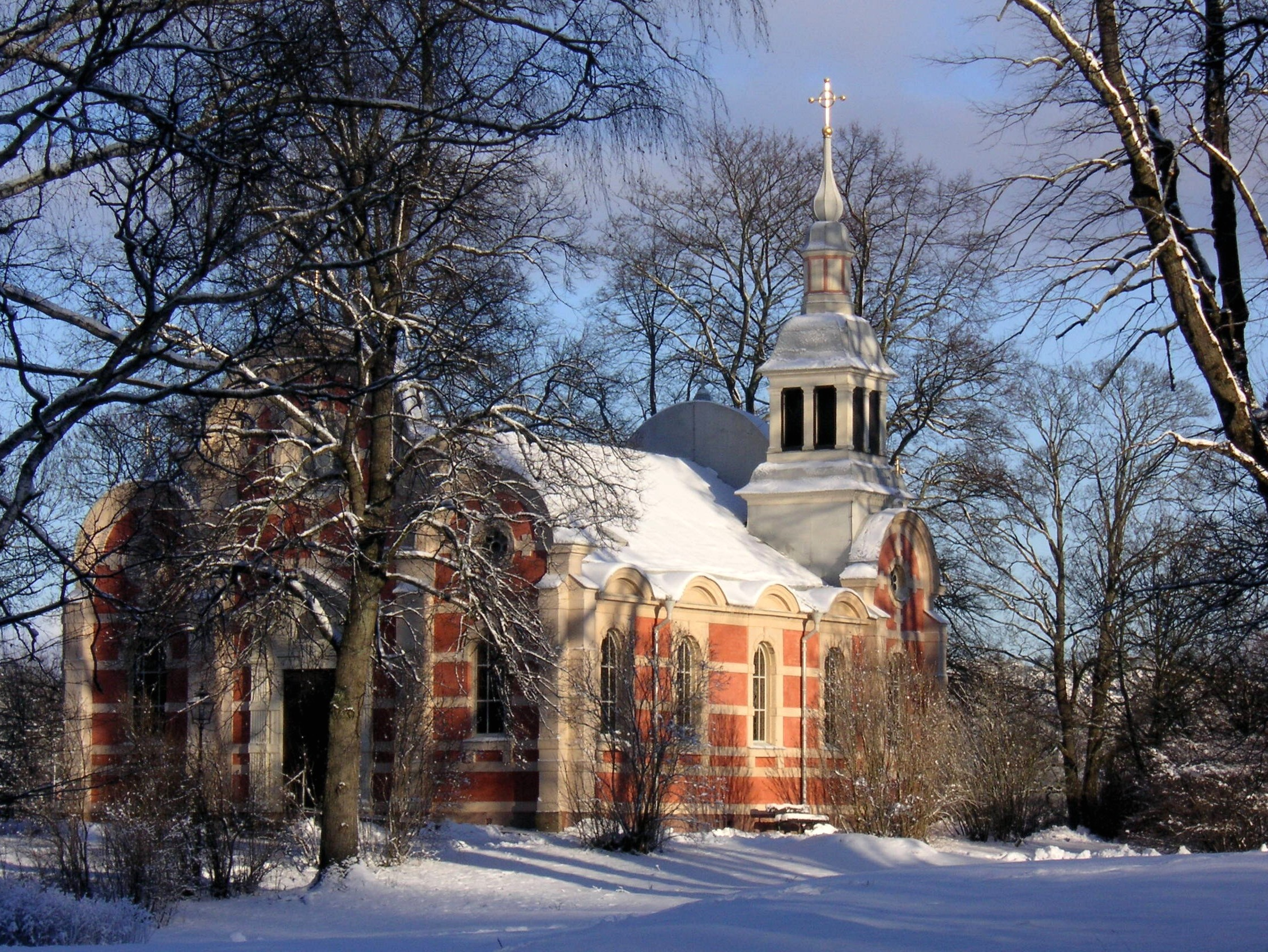
Slotkapel
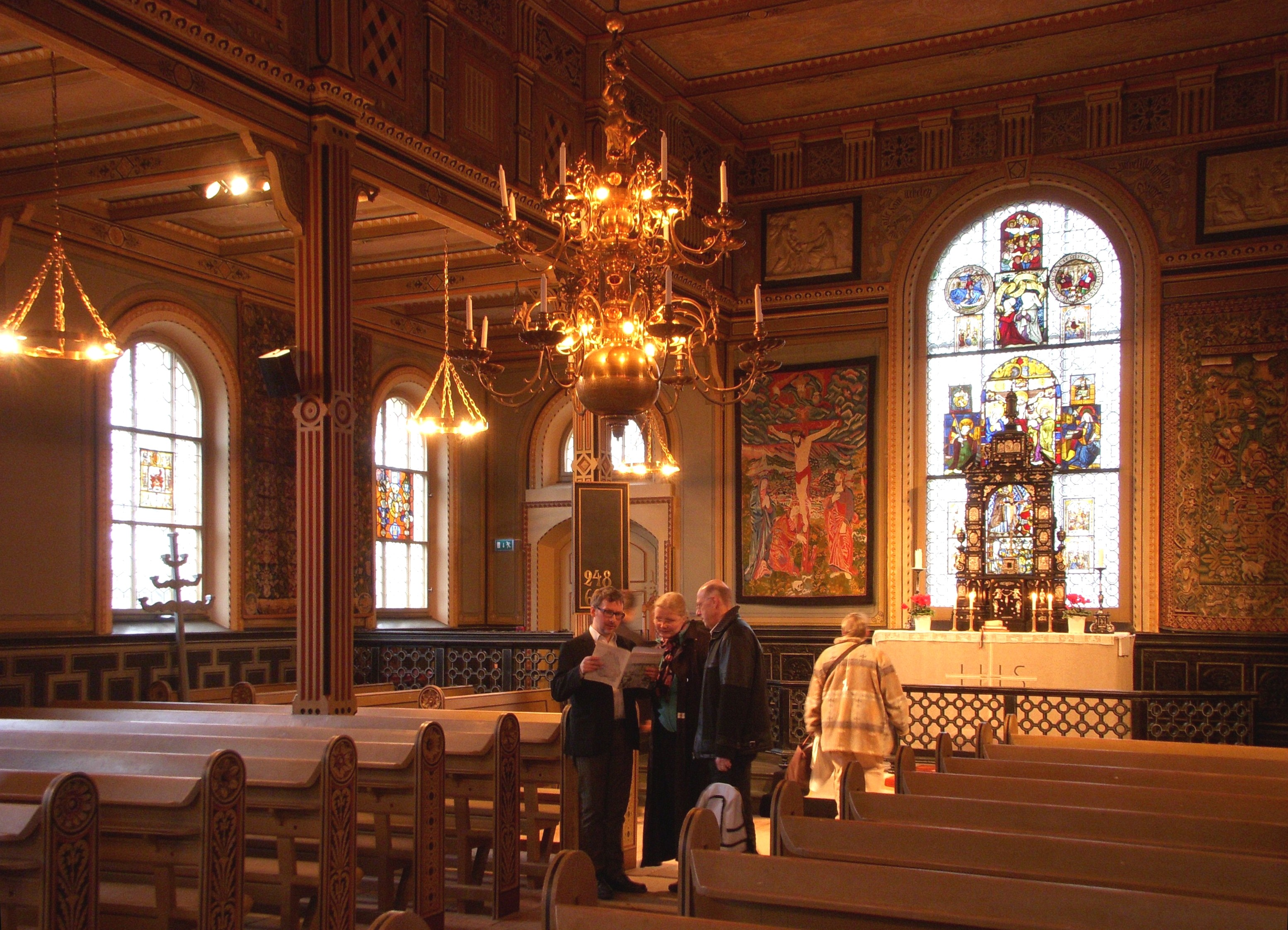
Slotkapel, interieur
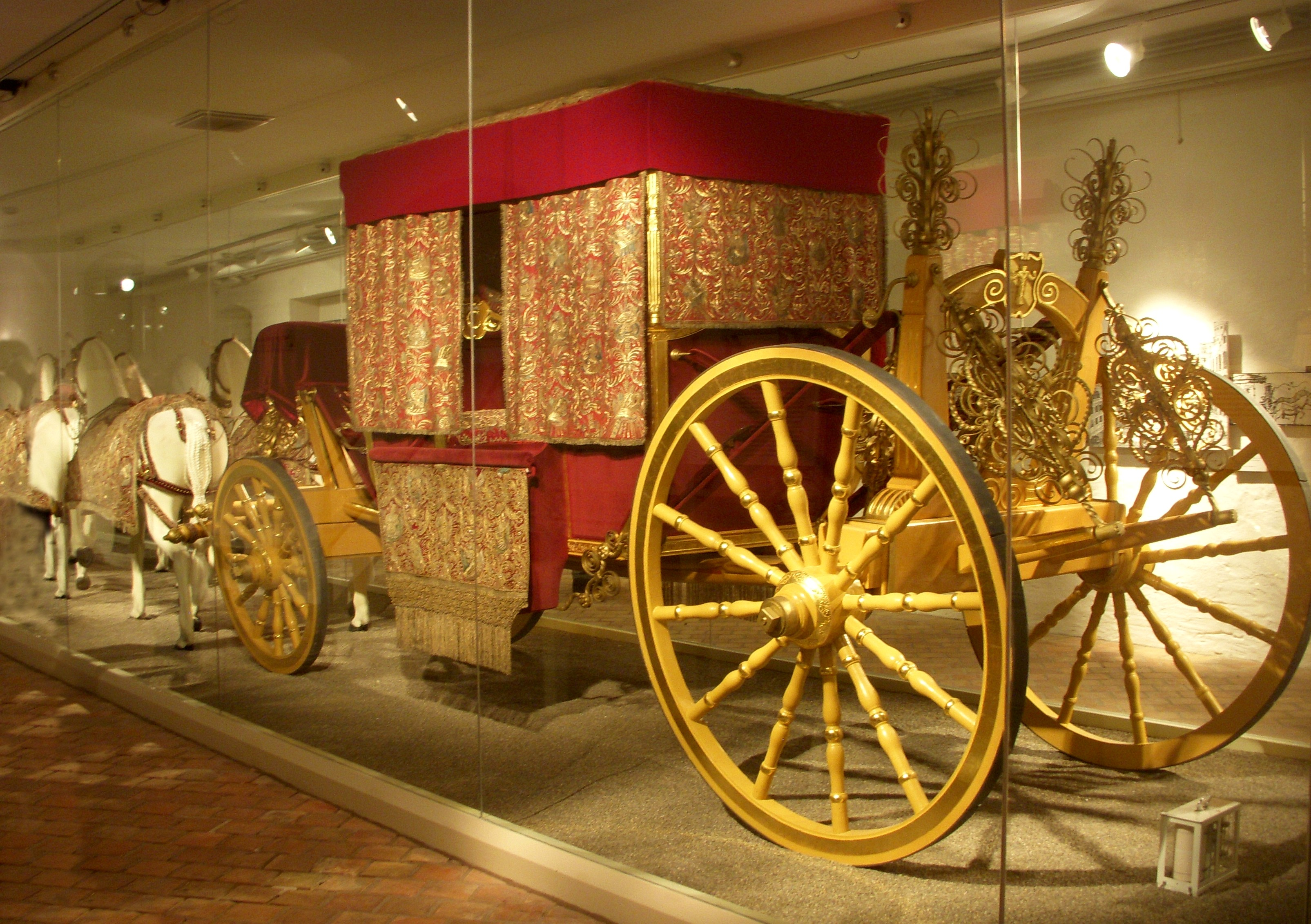
Kroningskoets van Christina I
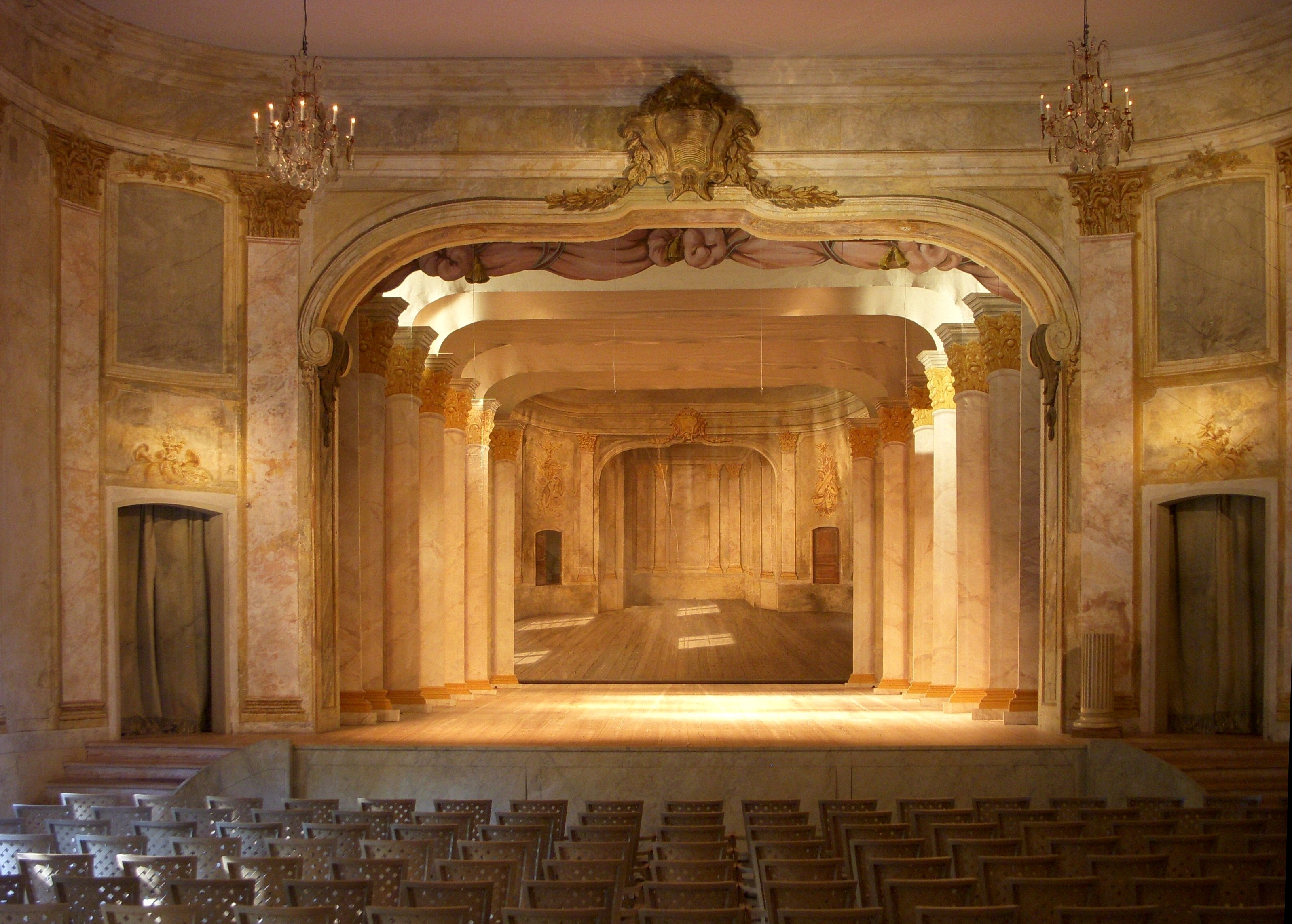
Het theater Confidencen
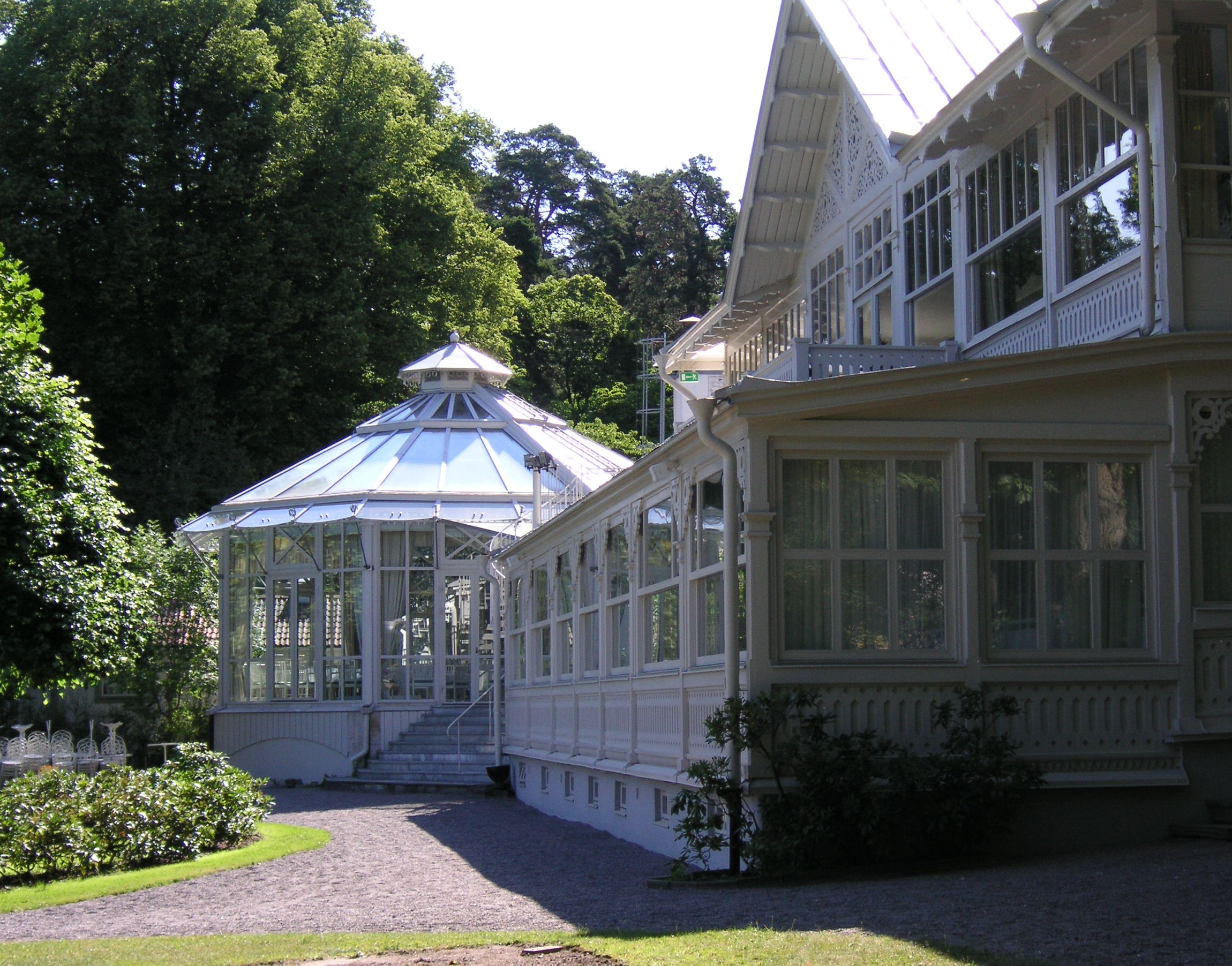
Herberg